# Zé Ramalho
Zé Ramalho (José Ramalho Neto, 3 de octubre de 1949 en Brejo do Cruz, Paraíba), es un cantautor brasileño. Zé Ramalho ha colaborado con una gran variedad de artistas, incluyendo a Vanusa, Geraldo Azevedo, Cátia de França, Andreas Kisser y Alceu Valença por nombrar algunos. Ze Ramalho es también primo de Elba Ramalho, una reconocida cantante brasileña. Sus géneros comprenden el pop, el rock, la música tradicional brasileña y el folk.

## Discografía

### Estudio
- 1975 - Paêbirú
- 1978 - Zé Ramalho
- 1979 - A Peleja do Diabo com o Dono do Céu
- 1981 - A Terceira Lâmina
- 1982 - A Força Verde
- 1983 - Orquídea Negra
- 1984 - Por Aquelas Que Foram Bem Amadas
- 1985 - De Gosto de Água e de Amigos
- 1986 - Opus Visionário
- 1987 - Décimas de um Cantador
- 1992 - Frevoador
- 1996 - Cidades e Lendas
- 1997 - Antologia Acústica
- 1998 - Eu Sou Todos Nós[3]
- 2000 - Nação Nordestina
- 2001 - Zé Ramalho Canta Raul Seixas
- 2002 - O Gosto da Criação
- 2007 - Parceria dos Viajantes
- 2008 - Zé Ramalho Canta Bob Dylan – Tá Tudo Mudando
- 2009 - Zé Ramalho Canta Luiz Gonzaga
- 2010 - Zé Ramalho Canta Jackson do Pandeiro
- 2011 - Zé Ramalho Canta Beatles
- 2012 - Sinais dos Tempos

### En Vivo
- 2005 - Zé Ramalho ao Vivo
- 2014 - Fagner & Zé Ramalho ao Vivo

### Recopilaciones
- 1991 - Brasil Nordeste
- 2002 - Perfil
- 2003 - Estação Brasil
- 2008 - Zé Ramalho da Paraíba